# 福岡県立朝羽高等学校
福岡県立朝羽高等学校（ふくおかけんりつあさはこうとうがっこう）は、福岡県朝倉市にある全日制高等学校である。過去には水泳の強豪として有名であったが、福岡県立高校の統廃合計画により2009年度（平成21年度）限りで閉校。

## 沿革
- 1892年（明治25年）9月1日 - 久喜宮高等小学校設置。
- 1927年（昭和2年）
  - 3月31日 - 福岡県朝倉郡昭和専修農学校と改称。
  - 4月1日 - 福岡県朝倉郡昭和家政女学校を併置
- 1935年（昭和10年）10月1日 - 福岡県朝倉郡昭和専修農学校と福岡県朝倉郡昭和家政女学校を合併し、福岡県朝倉実業学校と改称。農業科、家政科設置。
- 1948年（昭和23年）
  - 4月1日 - 新制高等学校に移行し、福岡県立朝羽農業高等学校と改称
  - 6月30日 - 定時制農業科を併置
- 1949年（昭和24年）
  - 4月1日 - 全日制普通科1学級、定時制普通科、家庭科各1学級併置
  - 8月31日 - 福岡県立朝羽高等学校に改称
- 1952年（昭和27年）
  - 3月31日 - 定時制農業科廃止
  - 4月1日 - 全日制普通科1学級増、2学級となる
- 1957年（昭和32年）
  - 3月31日 - 定時制家庭科廃止
  - 4月1日 - 全日制被服科1学級併置
- 1964年（昭和39年）4月1日 - 全日制普通科1学級増、2学級となる。被服科を家政科に変更
- 1967年（昭和42年）3月31日 - 定時制普通科廃止
- 1991年（平成2年）11月16日 - 産業技術科I設置
- 2008年（平成20年）4月1日 - 生徒募集停止。閉校まで同一校地に県立朝倉光陽高校が併存。
- 2010年（平成22年）3月31日 - 閉校

## 著名な卒業生
・吉瀬美智子 (女優)

## 交通アクセス
- 西鉄バス浜川・朝羽高校前停留所から徒歩0分。
- 西鉄バス杷木停留所前バス停から徒歩5分。